# Carlo Maria Raimondo d'Arenberg
Carlo Maria Raimondo Idelfonso Costantino Alberto Eugenio d'Arenberg, V duca d'Arenberg e XI duca di Aarschot (Enghien, 1º aprile 1721 – Enghien, 17 agosto 1778), è stato un nobile e generale austriaco, fu duca d'Arenberg e di Aarschot e feldmaresciallo del Sacro Romano Impero.

## Biografia

### Giovinezza e carriera militare
Quinto figlio del duca Leopoldo Filippo d'Arenberg e di Donna Maria Francesca Pignatelli, cominciò la sua carriera militare durante la Guerra di Successione austriaca come capitano in un reggimento di cavalleria vallona agli ordini del padre, che era governatore e generalissimo dei Paesi Bassi Austriaci, divenendo nel 1743 colonnello del secondo reggimento di fanteria vallona. Guidò queste truppe fino al 1745 quando divenne colonnello del reggimento del Baden-Baden; l'anno seguente divenne Maggior Generale e nel 1748 svolse un importante ruolo nella difesa di Maastrich contro i francesi.

### Matrimonio
Nel 1748 aveva sposato la contessa Luisa Margherita von der Mark und Schleiden, figlia del governatore di Liegi Ludwig Graf von der Mark und Schleiden, dalla quale aveva avuto cinque figli.

### Gran Balì dell'Hainaut
Già Grand-Bailli dell'Hainaut e Mons dal 1740, fu attivo nella Boemia durante la prima fase della Guerra dei Sette Anni: partecipò alla battaglia di Praga e a quelle che seguirono. Nel 1758 fu promosso Feldzeugmeister e il 14 ottobre di quell'anno svolse un ruolo cruciale nella vittoriosa battaglia di Hochkirch come comandante dell'ala destra dell'esercito austriaco, guadagnandosi la Gran Croce dell'Ordine Militare di Maria Teresa

### Feldmaresciallo
Nel 1759 guidò svariate truppe e fu sconfitto presso Dresda il 29 ottobre dalle forze prussiane guidate dal generale Wunsch. Ricevette un solenne elogio per la sua azione nella Battaglia di Torgau il 3 novembre 1760, che si concluse con una sconfitta e dove egli venne gravemente ferito. Ciò significò la fine della sua carriera militare attiva. Fu creato nel Geheimrat e Feldmaresciallo l'anno dopo.

## Discendenza
Il duca Carlo Maria Raimondo e Luisa Margherita von der Mark und Schleiden ebbero cinque figli:
- Francesco Maria Teresa (1749-1751);
- Luigi Engelberto (1750-1820); ereditò dal padre i titoli di Duca d'Arenberg e Duca d'Aerschot, mentre nel 1803 venne creato Conte di Meppen e Principe di Recklinghausen;
- Maria Leopoldina (1751-1812), che sposò il conte Joseph von Windisch-Graetz e fu madre del maresciallo Alfred I zu Windisch-Graetz;
- Maria Flora (1752-1832), che sposò il principe Volfgango Guglielmo di Ursel;
- Augusto (1753-1833), conte de la Marck;
- Carlo Giuseppe (1755-1775);
- Luigi Maria (1757-1795);
- Maria Luisa Francesca (1764-1835), che sposò Ludovico Giuseppe Massimiliano di Starhemberg.

## Ascendenza
|                                                         |                                        |                                                              | Genitori                                                     |  |  | Nonni |  |  | Bisnonni                           |  |  | Trisnonni                              |  |
|                                                         |                                        |                                                              |                                                              |  |  |       |  |  | Charles Eugène, II duca d'Arenberg |  |  | Philippe-Charles, III conte d'Arenberg |  |
|                                                         |                                        |                                                              |                                                              |  |  |       |  |  | Charles Eugène, II duca d'Arenberg |  |  | Philippe-Charles, III conte d'Arenberg |  |
|                                                         |                                        | Maria Cleopha von Hohenzollern-Sigmaringen                   |                                                              |  |  |       |  |  | Charles Eugène, II duca d'Arenberg |  |  |                                        |  |
| Philippe Charles François, III duca d'Arenberg          |                                        |                                                              |                                                              |  |  |       |  |  | Charles Eugène, II duca d'Arenberg |  |  |                                        |  |
|                                                         |                                        | Marie Henriette de Cusance et de Vergy, marchesa di Varambon | Claude-François de Cusance, barone di Belvoir e Saint-Julien |  |  |       |  |  |                                    |  |  |                                        |  |
|                                                         |                                        | Marie Henriette de Cusance et de Vergy, marchesa di Varambon | Claude-François de Cusance, barone di Belvoir e Saint-Julien |  |  |       |  |  |                                    |  |  |                                        |  |
|                                                         |                                        | Marie Henriette de Cusance et de Vergy, marchesa di Varambon | Ernestine van Witthem, contessa di Walhain                   |  |  |       |  |  |                                    |  |  |                                        |  |
| Léopold Philippe, IV duca d'Arenberg                    |                                        | Marie Henriette de Cusance et de Vergy, marchesa di Varambon |                                                              |  |  |       |  |  |                                    |  |  |                                        |  |
|                                                         |                                        | Ottone Enrico del Carretto, marchese di Savona e Grana       | Francesco del Carretto, marchese di Grana                    |  |  |       |  |  |                                    |  |  |                                        |  |
|                                                         |                                        | Ottone Enrico del Carretto, marchese di Savona e Grana       | Francesco del Carretto, marchese di Grana                    |  |  |       |  |  |                                    |  |  |                                        |  |
|                                                         |                                        | Ottone Enrico del Carretto, marchese di Savona e Grana       | Margarethe Fugger                                            |  |  |       |  |  |                                    |  |  |                                        |  |
| Maria Enrietta del Carretto, marchesa di Savona e Grana |                                        | Ottone Enrico del Carretto, marchese di Savona e Grana       |                                                              |  |  |       |  |  |                                    |  |  |                                        |  |
|                                                         |                                        | Maria Theresia zu Herberstein                                | Hans Maximilian, conte di Herberstein                        |  |  |       |  |  |                                    |  |  |                                        |  |
|                                                         |                                        | Maria Theresia zu Herberstein                                | Hans Maximilian, conte di Herberstein                        |  |  |       |  |  |                                    |  |  |                                        |  |
|                                                         |                                        | Maria Theresia zu Herberstein                                | Eleonora Catharina Breunner                                  |  |  |       |  |  |                                    |  |  |                                        |  |
| Charles Marie Raymond, V duca d'Arenberg                |                                        | Maria Theresia zu Herberstein                                |                                                              |  |  |       |  |  |                                    |  |  |                                        |  |
|                                                         | Carlo Pignatelli, III duca di Bisaccia | Francesco Pignatelli, II duca di Bisaccia                    |                                                              |  |  |       |  |  |                                    |  |  |                                        |  |
|                                                         | Carlo Pignatelli, III duca di Bisaccia | Francesco Pignatelli, II duca di Bisaccia                    |                                                              |  |  |       |  |  |                                    |  |  |                                        |  |
|                                                         | Carlo Pignatelli, III duca di Bisaccia | Vittoria di Capua                                            |                                                              |  |  |       |  |  |                                    |  |  |                                        |  |
| Nicola Pignatelli, V duca di Bisaccia                   | Carlo Pignatelli, III duca di Bisaccia |                                                              |                                                              |  |  |       |  |  |                                    |  |  |                                        |  |
|                                                         |                                        | Chiara del Giudice                                           | Nicola del Giudice, principe di Cellamare                    |  |  |       |  |  |                                    |  |  |                                        |  |
|                                                         |                                        | Chiara del Giudice                                           | Nicola del Giudice, principe di Cellamare                    |  |  |       |  |  |                                    |  |  |                                        |  |
|                                                         |                                        | Chiara del Giudice                                           | Ippolita Palagano                                            |  |  |       |  |  |                                    |  |  |                                        |  |
| Maria Francesca Pignatelli, duchessa di Bisaccia        |                                        | Chiara del Giudice                                           |                                                              |  |  |       |  |  |                                    |  |  |                                        |  |
|                                                         |                                        | Philips Lodewijk, IX conte di Egmond                         | Lodewijk, VIII conte di Egmond                               |  |  |       |  |  |                                    |  |  |                                        |  |
|                                                         |                                        | Philips Lodewijk, IX conte di Egmond                         | Lodewijk, VIII conte di Egmond                               |  |  |       |  |  |                                    |  |  |                                        |  |
|                                                         |                                        | Philips Lodewijk, IX conte di Egmond                         | Maria Margaretha, contessa di Berlaymont                     |  |  |       |  |  |                                    |  |  |                                        |  |
| Maria Clara Angelica van Egmond                         |                                        | Philips Lodewijk, IX conte di Egmond                         |                                                              |  |  |       |  |  |                                    |  |  |                                        |  |
|                                                         |                                        | Maria Ferdinanda de Croÿ                                     | Charles Philippe de Croÿ, marchese di Renty                  |  |  |       |  |  |                                    |  |  |                                        |  |
|                                                         |                                        | Maria Ferdinanda de Croÿ                                     | Charles Philippe de Croÿ, marchese di Renty                  |  |  |       |  |  |                                    |  |  |                                        |  |
|                                                         |                                        | Maria Ferdinanda de Croÿ                                     | Marie Claire de Croÿ, I duchessa d'Havré                     |  |  |       |  |  |                                    |  |  |                                        |  |
|                                                         |                                        | Maria Ferdinanda de Croÿ                                     |                                                              |  |  |       |  |  |                                    |  |  |                                        |  |